# Podhradí nad Dyjí
Pour les articles homonymes, voir Podhradí.
Podhradí nad Dyjí (jusqu'en 1949 : Frajštejn ou Frejštejn ; en allemand : Freistein) est une commune du district de Znojmo, dans la région de Moravie-du-Sud, en République tchèque. Sa population s'élevait à 50 habitants en 2020.

## Géographie
Podhradí nad Dyjí est arrosée par la Thaya (en tchèque : Dyje) et se trouve à 28 km à l'ouest-nord-ouest de Znojmo, à 75 km au sud-ouest de Brno et à 159 km au sud-est de Prague.
La commune est limitée par Korolupy au nord, par Oslnovice au nord-est, par Starý Petřín à l'est, par Stálky au sud et par Uherčice à l'ouest.

## Histoire
La première mention écrite du village date de 1286.